# Prîvilne, Sovietskîi
Prîvilne (în ucraineană Привільне) este un sat în comuna Prudî din raionul Sovietskîi, Republica Autonomă Crimeea, Ucraina.

## Demografie
Componența lingvistică a localității Prîvilne
     Rusă (57,48%)
     Tătară crimeeană (27,21%)
     Ucraineană (14,59%)
Conform recensământului din 2001, majoritatea populației localității Prîvilne era vorbitoare de rusă (57,48%), existând în minoritate și vorbitori de tătară crimeeană (27,21%) și ucraineană (14,59%).